# Ribaute-les-Tavernes
Ribaute-les-Tavernes – miejscowość i gmina we Francji, w regionie Oksytania, w departamencie Gard.
Według danych na rok 1990 gminę zamieszkiwało 1136 osób, a gęstość zaludnienia wynosiła 80 osób/km² (wśród 1545 gmin Langwedocji-Roussillon Ribaute-les-Tavernes plasuje się na 305. miejscu pod względem liczby ludności, natomiast pod względem powierzchni na miejscu 564.).